# ووژانه (استان پودلاسکی)
ووژانه (به لاتین: Łużany) یک روستا در لهستان است که در گمینا گرودک واقع شده‌است.